# أندرياس شتادلر (رباع)
أندرياس شتادلر (بالألمانية: Andreas Stadler)‏ هو رباع نمساوي، ولد في 31 يوليو 1898 في فيينا في النمسا، وتوفي في 14 فبراير 1941.

## وصلات خارجية
- أندرياس ستادلر على موقع أوليمبيديا (الإنجليزية)